# Знак відповідності

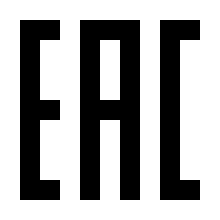
Євразійський знак відповідності

Європейське маркування CЕ

Знак відповідності — спеціальний знак, що ставиться на товар або упаковку товару, показує відповідність цього товару тому або іншому стандарту, вимогам сертифікаційних організацій і ін.
Знаки відповідності бувають національними, міжнародними, галузевими, спеціальними.
Знаки відповідності :
- Державний знак якості СРСР
- CE (знак)
- Євразійська відповідність